# John Myung

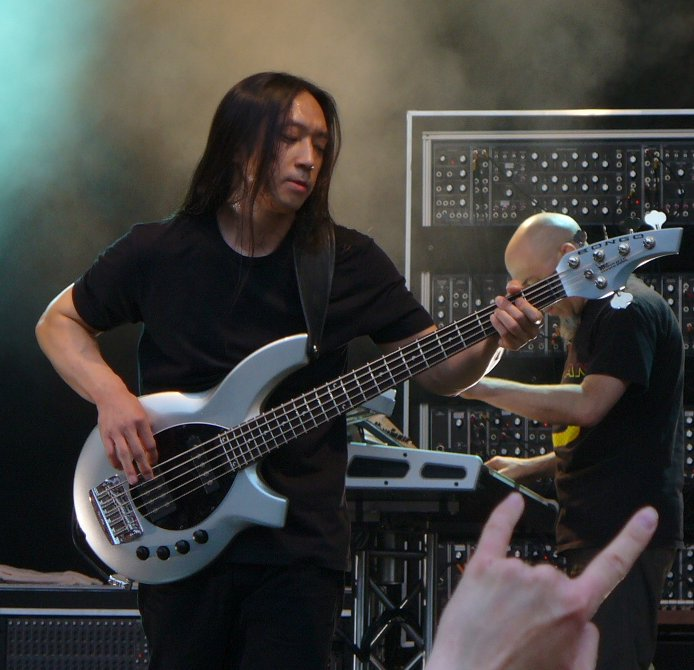
John Myung în 2007

John Ro Myung (pronunție: /ˈmaɪəŋ/; n. 24 ianuarie 1967 în Chicago, Illinois) este un muzician american, basistul trupei Dream Theater.

## Biografie
Născut în orașul american Chicago, și având părinți coreeni, John Myung a crescut în New York. A cântat la vioară de la vârsta de cinci ani, până când a fost rugat să cânte la bass într-o trupă locală la vârsta de cincisprezece ani. A acceptat, neștiind că această decizie avea să îi schimbe viața. S-a atașat de acest instrument imediat și, după ce a terminat liceul a intrat la Academia de Muzică „Berklee” unde el și un fost coleg de liceu, John Petrucci (chitarist), l-au cunoscut Mike Portnoy (baterist). Cei trei au format trupa „Majesty” alături de un alt prieten din liceu, Kevin Moore (pianist) și vocalistul Chris Collins. Această formație avea să se numească mai târziu Dream Theater.
Unele din cele mai mari hituri ale acestei formații sunt „Another day”, „Panic Attack” și „Lie”.
Personalitatea lui Myung este una foarte greu de înțeles. Acesta este membrul „misterios” al formației, rareori vorbind sau atrăgând atenția asupra lui în timpul concertelor. Myung este, însă, cunoscut pentru ideile sale despre repetiția la instrument. Petrucci a spus pe un forum al fanilor că, pe când studiau la Barklee, au făcut un jurământ, și anume de a repeta cel puțin șase ore pe zi.
Chiar dacă a început să cânte la bas de la înaintata vârstă de 15 ani, studiile sale anterioare la vioară l-au făcut să evolueze rapid de la basul său de începător cu patru corzi „Memphis”, marca Precision. De asemenea el a dezvoltat un stil unic muzicalității melodiilor, adăugănd elemente de contrapunctare, lucru care nu era întâlnit în rockul clasic al acelor vremuri. De asemenea el se folosea de efecte „heavy” pentru a-și scoate în evidență stilul caracteristic. Pentru albumul de debut al trupei Dream Theater „When dream and day unite”, el a folosit un „Fender Jazz Bas” cu patru corzi. De la basul cu patru la cel cu șase corzi Myung a făcut trecerea în timpul uluitoarelor sale turnee în Europa, America și Japonia. În anul 1997, Myung a început să folosească basurile firmei Yamaha, bazându-se mai ales pe cele create în asociere cu atelierul de unicitate. Astfel primul său bas „semnătură” a fost RBX-6JM. În anul 2002 a fost prezentat RBX-JM2, actualul bas cu care Myung creează muzică la ora actuală. Acesta are un semn „Ying-Yang” ăn dreptul cadranului 12 și are culoare verde sau mov-de-perlă.
Acestea au fost câteva informații despre un mare basist, cel mai mare, de fapt. Este un om tăcut, cu un bas superb și cu un trecut inspirator. Face parte dintr-o trupă de rock progresiv/metal, trupă ce activează de mai mult de 20 de ani. Aceste informații ne sunt de ajuns pentru a ne da seama că vorbim despre un mare om, un om ce va rămâne în sufletelor tuturor basiștilor din lume.